# Dani Castellano
Daniel Castellano Betancor, detto Dani (Las Palmas de Gran Canaria, 2 novembre 1987), è un calciatore spagnolo, centrocampista svincolato.
Ha un fratello gemello, Javi, anch'egli calciatore.

## Caratteristiche tecniche
È un esterno sinistro che può giocare da terzino.